# Strasszer László
Strasszer László (1944. február 28. – 2021. április 12.) labdarúgó, hátvéd.

## Pályafutása
A Zuglói Danuviában kezdett futballozni, majd ifiként már a Vasasban szerepelt. 1964-től 1967 végéig a Bp. Spartacus játékosa volt. 1968 és 1973 között az MTK labdarúgója volt. Az élvonalban 1968. április 3-án mutatkozott be. Tagja volt az 1968-as magyarkupa-győztes csapatnak. Az 1971–72-es idény előtt nyolc csapattársával együtt bejelentette, hogy nem kívánnak tovább együtt dolgozni Palicskó Tibor vezetőedzővel. A klub vezetősége a lázadókat egy évre eltiltotta, majd augusztus végén felfüggesztette a büntetést, amit viszont az MLSZ nem fogadott el, így a játékosok csak később, de még az ősz folyamán visszanyerték játékjogukat. Az élvonalban 124 mérkőzésen szerepelt és egy gólt szerzett. 1973 nyarától ismét a Bp. Spartacus színeiben szerepelt.

## Sikerei, díjai
- Magyar kupa (MNK)
  - győztes: 1968